# Jan Pieter Schotte
Jan Pieter Schotte (ur. 29 kwietnia 1928 w Beveren-Leie, diecezja Brugia; zm. 10 stycznia 2005 w Rzymie) – belgijski duchowny katolicki, kardynał, wieloletni sekretarz generalny Światowego Synodu Biskupów.

## Życiorys
W 1946 wstąpił do zgromadzenia zakonnego misjonarzy z Scheut (Zgromadzenie Niepokalanego Serca Maryi, CICM), kształcił się w zakonnych domach nauki oraz na uniwersytetach katolickich w Louvain i Waszyngtonie. Święcenia kapłańskie przyjął 3 sierpnia 1952. Pracował jako wykładowca na uniwersytecie w Louvain, był także wicerektorem kongregacji zakonnej w Belgii, później rektorem misyjnego seminarium zakonnego w Waszyngtonie. W latach 1967–1972 sekretarz generalny zakonu w Rzymie.
27 czerwca 1980 został mianowany sekretarzem Papieskiej Rady Iustitia et Pax; jako asystent grupy francuskojęzycznej brał udział w obradach VI sesji zwykłej Światowego Synodu Biskupów w Watykanie (1983). 20 grudnia 1983 został biskupem tytularnym Silli i wiceprezydentem Rady Iustitia et Pax. Sakry biskupiej udzielił mu 6 stycznia 1984 Jan Paweł II.
24 kwietnia 1985 został podniesiony do godności arcybiskupa tytularnego i mianowany sekretarzem generalnym Światowego Synodu Biskupów. W okresie pełnienia przez niego tej funkcji w Watykanie odbyło się siedem sesji Synodu, dwie zwykłe, jedna nadzwyczajna oraz cztery specjalne (dla poszczególnych kontynentów). W kwietniu 1989 został także przewodniczącym Biura Pracy Stolicy Apostolskiej, zajmującego się świeckimi pracownikami Watykanu.
Od 26 listopada 1994 był kardynałem, z tytułem diakona San Giuliano dei Fiamminghi. Wielokrotnie reprezentował papieża jako jego specjalny wysłannik na uroczystościach zagranicznych, m.in. konsekracji katedry w Irkucku (2000). Krótko przed śmiercią w grudniu 2004 był wysłannikiem papieża na waszyngtońskie obchody 150-lecia ogłoszenia dogmatu o Niepokalanym Poczęciu Maryi.
Kardynał, poliglota władający sześcioma językami, przez wiele lat był zaliczany do czołowych postaci w Watykanie. Po osiągnięciu wieku emerytalnego zrezygnował z funkcji sekretarza generalnego Światowego Synodu Biskupów w lutym 2004. Zmarł w rzymskiej klinice Gemelli po długiej chorobie.